# High Hill (Misuri)
High Hill es una ciudad ubicada en el condado de Montgomery en el estado estadounidense de Misuri. En el Censo de 2010 tenía una población de 195 habitantes y una densidad poblacional de 163,67 personas por km².

## Geografía
High Hill se encuentra ubicada en las coordenadas 38°52′31″N 91°22′39″O / 38.87528, -91.37750. Según la Oficina del Censo de los Estados Unidos, High Hill tiene una superficie total de 1.19 km², de la cual 1.19 km² corresponden a tierra firme y (0%) 0 km² es agua.

## Demografía
Según el censo de 2010, había 195 personas residiendo en High Hill. La densidad de población era de 163,67 hab./km². De los 195 habitantes, High Hill estaba compuesto por el 95.9% blancos, el 0% eran afroamericanos, el 1.03% eran amerindios, el 2.05% eran asiáticos, el 0% eran isleños del Pacífico, el 0.51% eran de otras razas y el 0.51% pertenecían a dos o más razas. Del total de la población el 1.03% eran hispanos o latinos de cualquier raza.